# Torneo Clausura 2004 (Chile)
El Campeonato Nacional de Clausura “BancoEstado” de Primera División de Fútbol Profesional, año 2004 fue el segundo y último torneo de la temporada 2004 de la primera división chilena de fútbol. Comenzó el 31 de julio y finalizó el 19 de diciembre de 2004.
El trofeo fue ganado por Cobreloa, tras derrotar a la Unión Española por 3-1 en el Estadio Santa Laura y empatar sin goles en el Municipal de Calama, en el partido definitorio. El equipo loíno conseguía de esta manera su octava estrella en el fútbol chileno.

## Modalidad
El campeonato se jugó al estilo de los torneos de la Primera división mexicana. Los 18 equipos se enfrentaron en modalidad "todos contra todos", en una Fase Clasificatoria. 
Los equipos se agruparon en cuatro grupos (dos de cinco equipos y dos de cuatro), clasificando a segunda ronda (play-off) los tres mejores puntajes de cada grupo. Existió, adicionalmente, la posibilidad de un "repechaje" en caso de que un tercero de grupo obtuviese un mejor puntaje en la clasificación general que el segundo de otro grupo. En este caso se jugaba un partido de repechaje en la cancha del equipo con mayor puntaje durante la fase regular.
Los 12 clasificados se enfrentaron entre sí en partidos de ida y vuelta, dando la oportunidad de clasificación a los seis ganadores y los dos mejores perdedores de esta ronda. Posteriormente, se desarrollaron los cuartos de final, semifinales y final, para dirimir al campeón.

## Desarrollo
Dirigidos por el estratega uruguayo Nelson Acosta (que reemplazó en la fase de play-offs al técnico Fernando Díaz, que dirigió la fase regular), los naranjas superaron una irregular primera ronda, tras la cual terminaron séptimos en la Fase Clasificatoria, para eliminar consecutivamente a Audax Italiano (6°), Cobresal (4°) y Colo-Colo (1°) en la fase de play-offs. La final con Unión Española resultó inédita en este tipo de campeonatos, ya que era la primera vez que ninguno de los tres "grandes" del fútbol chileno no llegaba a la instancia desde la instauración de los torneos cortos en 2002.
El elenco minero contó, además, con jugadores clave como Patricio Galaz, goleador del certamen con 19 goles, y el argentino José Luis Díaz. Cobreloa debió superar un muy difícil inicio de campeonato, en lo deportivo, disciplinario e institucional, para poder probarse su octava corona. Considerando fase regular y postemporada, Cobreloa jugó 25 partidos, ganó 10, empató 10 y perdió 5, con un rendimiento de 53.3%.

## Equipos por región
| Región               | N.º | Equipos                                                                                           |
| -------------------- | --- | ------------------------------------------------------------------------------------------------- |
| Región Metropolitana | 6   | Audax Italiano, Colo-Colo, Palestino, Unión Española, Universidad Católica y Universidad de Chile |
| Valparaíso           | 3   | Everton, Santiago Wanderers y Unión San Felipe                                                    |
| Coquimbo             | 2   | Coquimbo Unido y Deportes La Serena                                                               |
| Biobío               | 2   | Huachipato y Universidad de Concepción                                                            |
| Antofagasta          | 1   | Cobreloa                                                                                          |
| Atacama              | 1   | Cobresal                                                                                          |
| Maule                | 1   | Rangers                                                                                           |
| Araucanía            | 1   | Deportes Temuco                                                                                   |
| Los Lagos            | 1   | Deportes Puerto Montt                                                                             |

|
| Audax Italiano Universidad de Chile Colo-Colo Universidad Católica Unión Española Palestino |

|}

## Fase Clasificatoria

### Grupo A
| Pos | Equipo             | Pts | PJ | G | E | P | GF | GC | DIF |
| --- | ------------------ | --- | -- | - | - | - | -- | -- | --- |
| 1   | Audax Italiano     | 26  | 17 | 7 | 5 | 5 | 33 | 24 | 9   |
| 2   | Cobreloa           | 25  | 17 | 6 | 7 | 4 | 37 | 26 | 11  |
| 3   | Unión Española     | 23  | 17 | 6 | 5 | 6 | 24 | 20 | 4   |
| 4   | Deportes La Serena | 16  | 17 | 4 | 4 | 9 | 23 | 38 | -15 |

### Grupo B
| Pos | Equipo                | Pts | PJ | G | E | P  | GF | GC | DIF |
| --- | --------------------- | --- | -- | - | - | -- | -- | -- | --- |
| 1   | Coquimbo Unido        | 18  | 17 | 4 | 6 | 7  | 21 | 26 | -5  |
| 2   | Unión San Felipe      | 18  | 17 | 5 | 6 | 6  | 18 | 25 | -7  |
| 3   | Deportes Puerto Montt | 17  | 17 | 5 | 5 | 7  | 16 | 20 | -4  |
| 4   | Santiago Wanderers    | 14  | 17 | 4 | 2 | 11 | 24 | 36 | -12 |

### Grupo C
| Pos | Equipo               | Pts | PJ | G | E | P | GF | GC | DIF |
| --- | -------------------- | --- | -- | - | - | - | -- | -- | --- |
| 1   | Colo-Colo            | 32  | 17 | 9 | 5 | 3 | 28 | 18 | 10  |
| 2   | Universidad de Chile | 30  | 17 | 9 | 6 | 2 | 27 | 14 | 13  |
| 3   | Deportes Temuco      | 21  | 17 | 4 | 9 | 4 | 34 | 36 | 2   |
| 4   | Palestino            | 21  | 17 | 6 | 3 | 8 | 23 | 28 | -5  |
| 5   | Rangers              | 15  | 17 | 3 | 6 | 8 | 19 | 33 | -14 |

### Grupo D
| Pos | Equipo                    | Pts | PJ | G | E | P | GF | GC | DIF |
| --- | ------------------------- | --- | -- | - | - | - | -- | -- | --- |
| 1   | Universidad Católica      | 32  | 17 | 9 | 5 | 3 | 32 | 19 | 13  |
| 2   | Cobresal                  | 28  | 17 | 8 | 4 | 5 | 32 | 26 | 6   |
| 3   | Universidad de Concepción | 28  | 17 | 8 | 4 | 5 | 22 | 16 | 6   |
| 4   | Everton                   | 22  | 17 | 6 | 4 | 7 | 20 | 26 | -6  |
| 5   | Huachipato                | 20  | 17 | 6 | 2 | 9 | 24 | 26 | -2  |

 Pts=Puntos; PJ=Partidos jugados; G=Partidos ganados; E=Partidos empatados; P=Partidos perdidos; GF=Goles a favor; GC=Goles en contra; DIF=Diferencia de gol
|  | Clasificado a cuartos de final |
|  | Clasificado a repechaje        |
|  | Eliminado                      |

### Tabla general
| Pos | Equipo                    | Pts | PJ | G | E | P  | GF | GC | DIF |
| --- | ------------------------- | --- | -- | - | - | -- | -- | -- | --- |
| 1   | Universidad Católica      | 32  | 17 | 9 | 5 | 3  | 32 | 19 | 13  |
| 2   | Colo-Colo                 | 32  | 17 | 9 | 5 | 3  | 28 | 18 | 10  |
| 3   | Universidad de Chile      | 30  | 17 | 9 | 6 | 2  | 27 | 14 | 13  |
| 4   | Cobresal                  | 28  | 17 | 8 | 4 | 5  | 32 | 26 | 6   |
| 5   | Universidad de Concepción | 28  | 17 | 8 | 4 | 5  | 22 | 16 | 6   |
| 6   | Audax Italiano            | 26  | 17 | 7 | 5 | 5  | 33 | 24 | 9   |
| 7   | Cobreloa                  | 25  | 17 | 6 | 7 | 4  | 37 | 26 | 11  |
| 8   | Unión Española            | 23  | 17 | 6 | 5 | 6  | 24 | 20 | 4   |
| 9   | Everton                   | 22  | 17 | 6 | 4 | 7  | 20 | 26 | -6  |
| 10  | Deportes Temuco           | 21  | 17 | 4 | 9 | 4  | 34 | 36 | 2   |
| 11  | Palestino                 | 21  | 17 | 6 | 3 | 8  | 23 | 28 | -5  |
| 12  | Huachipato                | 20  | 17 | 6 | 2 | 9  | 24 | 26 | -2  |
| 13  | Coquimbo Unido            | 18  | 17 | 4 | 6 | 7  | 21 | 26 | -5  |
| 14  | Unión San Felipe          | 18  | 17 | 5 | 6 | 6  | 18 | 25 | -7  |
| 15  | Deportes Puerto Montt     | 17  | 17 | 5 | 5 | 7  | 16 | 20 | -4  |
| 16  | Deportes La Serena        | 16  | 17 | 4 | 4 | 9  | 23 | 38 | -15 |
| 17  | Rangers                   | 15  | 17 | 3 | 6 | 8  | 19 | 33 | -14 |
| 18  | Santiago Wanderers        | 14  | 17 | 4 | 2 | 11 | 24 | 36 | -12 |

### Repechaje
Jugado en partido único en el estadio del equipo con mejor ubicación grupal. En negrita el equipo clasificado a cuartos de final.
| Llave | Equipo local          | Equipo visitante | Resultado |
| ----- | --------------------- | ---------------- | --------- |
| R1    | Deportes Puerto Montt | Everton          | 1 - 2     |

## Ronda eliminatoria
Se jugaron entre el 24 y el 28 de noviembre de 2004. En la tabla se muestran los equipos según la localía en el partido de ida. En negrita los equipos clasificados a cuartos de final. Deportes Temuco y Everton clasificaron a cuartos de final como mejores perdedores. No contaron los goles de visita.
| Llave | Equipo local           | Equipo visitante               | Ida   | Vuelta | Global             |
| ----- | ---------------------- | ------------------------------ | ----- | ------ | ------------------ |
| 1     | Cobreloa (7º)          | Audax Italiano (6º)            | 5 - 2 | 1 - 2  | 6 - 4              |
| 2     | Unión Española (8º)    | Universidad de Concepción (5°) | 0 - 0 | 1 - 1  | 1 - 1 3 - 1 (pen.) |
| 3     | Everton (9°)           | Cobresal (4º)                  | 3 - 2 | 0 - 1  | 3 - 3 1 - 3 (pen.) |
| 4     | Coquimbo Unido (11º)   | Colo-Colo (2º)                 | 3 - 7 | 1 - 1  | 4 - 8              |
| 5     | Unión San Felipe (12°) | Universidad Católica (1º)      | 2 - 2 | 0 - 3  | 2 - 5              |
| 6     | Deportes Temuco (10º)  | Universidad de Chile (3º)      | 2 - 0 | 0 - 2  | 2 - 2 3 - 5 (pen.) |

## Play-off
|  | Cuartos de final     | Cuartos de final     | Cuartos de final    |       |                | Semifinales          | Semifinales          | Semifinales          |  |  | Final                | Final                | Final                |
|  | 1 al 5 de diciembre  | 1 al 5 de diciembre  | 1 al 5 de diciembre |       |                | 8 al 12 de diciembre | 8 al 12 de diciembre | 8 al 12 de diciembre |  |  | 16 y 19 de diciembre | 16 y 19 de diciembre | 16 y 19 de diciembre |
|  |                      |                      |                     |       |                |                      |                      |                      |  |  |                      |                      |                      |
|  | Cobreloa             | 2                    | 2                   |       |                |                      |                      |                      |  |  |                      |                      |                      |
|  | Cobresal             | 1                    | 2                   |       |                |                      |                      |                      |  |  |                      |                      |                      |
|  | Cobresal             | 1                    | 2                   |       | Cobreloa       | 4                    | 1                    |                      |  |  |                      |                      |                      |
|  |                      |                      |                     |       | Cobreloa       | 4                    | 1                    |                      |  |  |                      |                      |                      |
|  |                      | Colo-Colo            | 1                   | 1     |                |                      |                      |                      |  |  |                      |                      |                      |
|  | Everton              | Colo-Colo            | 1                   | 1     | 1              | 4                    |                      |                      |  |  |                      |                      |                      |
|  | Everton              |                      |                     |       | 1              | 4                    |                      |                      |  |  |                      |                      |                      |
|  | Colo-Colo            | 3                    | 3                   |       |                |                      |                      |                      |  |  |                      |                      |                      |
|  |                      |                      |                     |       |                |                      |                      |                      |  |  | Unión Española       | 1                    | 0                    |
|  |                      |                      | Cobreloa            | 3     | 0              |                      |                      |                      |  |  |                      |                      |                      |
|  | Unión Española       | 4                    | 2 (4)               |       |                |                      |                      |                      |  |  |                      |                      |                      |
|  | Universidad de Chile | 3                    | 3 (2)               |       |                |                      |                      |                      |  |  |                      |                      |                      |
|  | Universidad de Chile | 3                    | 3 (2)               |       | Unión Española | 3                    | 1 (4)                |                      |  |  |                      |                      |                      |
|  |                      |                      |                     |       | Unión Española | 3                    | 1 (4)                |                      |  |  |                      |                      |                      |
|  |                      | Universidad Católica | 1                   | 3 (3) |                |                      |                      |                      |  |  |                      |                      |                      |
|  | Deportes Temuco      | Universidad Católica | 1                   | 3 (3) | 3              | 2                    |                      |                      |  |  |                      |                      |                      |
|  | Deportes Temuco      |                      |                     |       | 3              | 2                    |                      |                      |  |  |                      |                      |                      |
|  | Universidad Católica | 1                    | 6                   |       |                |                      |                      |                      |  |  |                      |                      |                      |

## Final
| 16 de diciembre de 2004 | Unión Española | 1:3 (0:1) | Cobreloa                                         | Estadio Santa Laura, Santiago                            |                                                          |
|                         | Jerez 68'      |           | 25' D. Pérez · 52' R. Pérez · 80' (a.g.) Miranda | Asistencia: 14.175 espectadores Árbitro(s): Rubén Selman | Asistencia: 14.175 espectadores Árbitro(s): Rubén Selman |

| 19 de diciembre de 2004 | Cobreloa | 0:0 | Unión Española | Estadio Municipal de Calama, Calama                    |  |
|                         |          |     |                | Asistencia: 11.096 espectadores Árbitro(s): Pablo Pozo |  |

## Campeón
| Cobreloa  |
| 8° título |

## Goleadores
| Jugador              | Jugador           | Goles | Equipo               |
| -------------------- | ----------------- | ----- | -------------------- |
| Bandera de Chile     | Patricio Galaz    | 19    | Cobreloa             |
| Bandera de Chile     | Humberto Suazo    | 17    | Audax Italiano       |
| Bandera de Chile     | César Díaz        | 14    | Deportes Temuco      |
| Bandera de Colombia  | Alex Comas        | 12    | Deportes La Serena   |
| Bandera de Argentina | Sergio Gioino     | 12    | Universidad de Chile |
| Bandera de Chile     | Marcelo Corrales  | 11    | Coquimbo Unido       |
| Bandera de Chile     | Daniel Pérez      | 10    | Cobreloa             |
| Bandera de Chile     | Cristián Canío    | 10    | Deportes Temuco      |
| Bandera de Chile     | Juan Cisternas    | 9     | Cobresal             |
| Bandera de Chile     | Matías Fernández  | 9     | Colo-Colo            |
| Bandera de Chile     | Héctor Suazo      | 9     | Everton              |
| Bandera de Chile     | José Luis Sierra  | 9     | Unión Española       |
| Bandera de Chile     | Juan Quiroga      | 8     | Cobresal             |
| Bandera de Chile     | Miguel Aceval     | 8     | Colo-Colo            |
| Bandera de Uruguay   | Martín Crossa     | 8     | Everton              |
| Bandera de Argentina | Cristian Fabbiani | 8     | Palestino            |
| Bandera de Chile     | Pedro González    | 8     | Unión Española       |
| Bandera de Argentina | Jorge Quinteros   | 8     | Universidad Católica |
| Bandera de Chile     | Marco Olea        | 8     | Universidad de Chile |

## Temporada 2004

### Clasificación aCopa Libertadores 2005
Clasificaron a este torneo:
- Universidad de Chile: campeón del Apertura 2004, como Chile 1 (fase grupal)
- Cobreloa: campeón del Clausura 2004, como Chile 2 (fase grupal)
- Colo-Colo: mejor puntaje en la Fase Clasificatoria del Clausura 2004, como Chile 3 (fase preliminar)

### Descensos
En esta temporada no hubo descensos a Primera B, como parte de la política de la directiva del fútbol de expandir el número de equipos en Primera división de 16 a 20 clubes. Ascendieron desde la división de honor el campeón Deportes Melipilla y el subcampeón Deportes Concepción.

## Fuente
- RSSSF Chile 2004

| Predecesor: Torneo Apertura 2004 (Chile) enero - junio de 2004 | Campeonato oficial de la primera división de fútbol en Chile Torneo Clausura 2004 julio - diciembre de 2004 | Sucesor: Torneo Apertura 2005 (Chile) enero - junio de 2005 |

- Datos: Q766589